# 3389 Sinzot
3389 Sinzot је астероид главног астероидног појаса. Приближан пречник астероида је 18,71 ,
а средња удаљеност астероида од Сунца износи 2,775 астрономских јединица (АЈ).
Инклинација (нагиб) орбите у односу на раван еклиптике је 7,070 степени, а орбитални период износи 1688,559 дана (4,623 године). Ексцентрицитет орбите астероида износи 0,138.
Апсолутна магнитуда астероида износи 12,30 а геометријски албедо 0,060.
Астероид је откривен 25. фебруара 1984. године.